# Federico Fellini nemzetközi repülőtér
A Federico Fellini nemzetközi repülőtér, korábbi nevén a Rimini Miramare repülőtér (IATA: RMI, ICAO: LIPR) Olaszország egyik nemzetközi repülőtere, amely Rimini közelében található. Éves utasforgalma 214 851 fő (2022).
Jelenlegi nevét Federico Fellini olasz filmrendezőről és forgatókönyvíróról kapta.

## Futópályák
A repülőtér futópályái:
- 13/31 (3340 m, aszfalt)

## Forgalom
Az utasforgalom az elmúlt években az alábbi módon változott:
| Utasok száma | 5205 | 209 598 | 354 848 | 498 473 | 382 932 | 795 872 | 473 103 | 305 576 | 395 194 | 214 851 |
|              | 1999 | 2002    | 2004    | 2007    | 2009    | 2012    | 2014    | 2017    | 2019    | 2022    |

## Légitársaságok és úticélok
The following airlines operate regular scheduled and charter flights at Rimini repülőtér:
| Légitársaság     | Célállomások                                                                                |
| ---------------- | ------------------------------------------------------------------------------------------- |
| Iran Air         | Szezonális: Tehran–Imam Khomeini                                                            |
| LOT              | Szezonális: Varsó–Chopin                                                                    |
| Luxair           | Szezonális: Luxembourg                                                                      |
| Neos             | Szezonális: Marsa Alam, Rhodes, Sharm El Sheikh                                             |
| Pobeda           | Moscow–Vnukovo (felfüggesztve)                                                              |
| Rossiya Airlines | Moscow–Sheremetyevo (felfüggesztve) Szezonális: St. Petersburg (felfüggesztve)              |
| Ryanair          | Szezonális: Budapest, Cagliari, Kaunas, London–Stansted, Palermo, Prága, Bécs, Varsó–Modlin |
| SkyUp            | Szezonális: Kharkiv, Kyiv–Boryspil, Odessza, Zaporizhzhia (összes felfüggesztve)            |
| Ural Airlines    | Moszkva-Domogyedovó Szezonális: Krasnodar, Yekaterinburg (összes felfüggesztve)             |
| Wizz Air         | Bukarest, Tirana                                                                            |